# Latha Sike
Der Latha Sike ist ein Wasserlauf in Dumfries and Galloway, Schottland. Er entsteht an der Südseite des Dod Fell und fließt in südöstlicher Richtung bis zu seiner Mündung in das Stennies Water.